# Faraya
Faraya es un pueblo y municipio en el distrito de Keserwan  en la gobernación libanesa de Monte Líbano. Está localizado a unos 46 kilómetros al norte de Beirut. Su elevación media es de1,850 metros por  encima nivel de mar y su área de tierra total es 870 hectáreas. Los habitantes de Faraya son predominantemente Maronitas.

## Toponimia
El nombre "Faraya" del fenicio y significa "tierra de frutas y vegetales" debido a la fertilidad de su tierra.

## Geografía
Faraya está localizado en el distrito de Keserwan en Líbano, a unos 42 km de Beirut, y 20 km de Jounieh.[cita requerida] Faraya tiene una altitud que va de los 1600 m a los 2300 m. La carretera a Faraya desde la autopista de la costa pasa por Ajaltoun, Ashqout, Faytroun, Mairouba y Hrajel.
En el 2007 se inauguró el embalse de Chabrouh, creando uno de los embalses más altos del Levante, pero conllevó la inundación de más de 3/4 partes de los huertos del área. Las pendientes de esquí son actualmente el destino preferido para los visitantes de la región.

### Clima
En invierno, Faraya tiene un clima frío con acumulaciones de nieve que puede alcanzar más de 1.5 metros (5 ft) y caída de temperatura hasta los -6 °C o aún más bajas en los meses de invierno. En el verano la temperatura subir por encima de los 30 °C  en julio y agosto.